# Hilma af Klint
Hilma af Klint (Solna, Estocolmo, 26 de outubro de 1862 - Danderyd, Estocolmo, 21 de outubro de 1944) foi uma artista e mística sueca e pioneira do abstracionismo, cujas pinturas foram consideradas uma das primeiras obras abstratas conhecidas na história da arte ocidental. Uma parte considerável de sua obra antecede as primeiras composições puramente abstratas de Kandinsky e Mondrian. Ela pertencia a um grupo chamado "As Cinco", compreendendo um círculo de mulheres inspiradas pela Teosofia, que compartilhavam a crença na importância de tentar contatar os chamados "Mestres Ascensos"—frequentemente por meio de sessões espíritas—alegadamente espíritos elevados que desejavam comunicar por meio de imagens. Suas pinturas, que às vezes se assemelham a diagramas, eram uma representação visual de ideias espirituais complexas.
A pintora af Klint frequentou a Real Academia de Belas-Artes, principal centro de educação artística da capital sueca, mas logo se distanciou do seu treino académico para pintar mundos invisíveis, influenciada pelos movimentos espirituais da época, tais como o rosa-cruz, a teosofia e, mais tarde, a antroposofia. Seu grupo já experimentava, desde o final do século XIX, a escrita e o desenho automáticos, antecipando as estratégias surrealistas em mais de 30 anos.

## Vida inicial

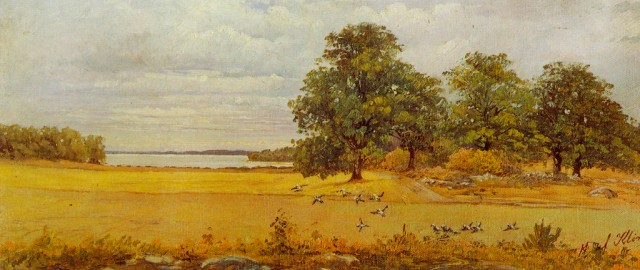
Eftersommar (Final de Verão), uma das primeiras obras naturalísticas, pintada por af Klint em 1903, um exemplo das obras que ela exibia ao público durante sua vida

Hilma nasceu em 26 de outubro de 1862. Era a quarta filha do capitão da marinha sueca, Victor af Klint, e de Mathilda af Klint. Quando criança, passou os verões com a família em sua propriedade em Hanmora, na ilha de Adelsö, no lago Malar. Foi nesta ilha de paisagem natural deslumbrante que Hilma entrou em contato com a natureza e as suas diversas formas que viriam a servir de grande inspiração para seu trabalho. Posteriormente, Hilma mudaria para Munsö, a próxima ilha depois de Adelsö.
Hilma herdou da família um grande interesse pela botânica e matemática, o que se refletiu em sua arte. Ela mostrou uma habilidade precoce em artes visuais e, depois que a família se mudou para Estocolmo, estudou na Tekniska skolan em Estocolmo (hoje Konstfack), onde aprendeu retrato e pintura de paisagem.
Ela foi admitida na Academia Real de Artes da Suécia aos vinte anos. Durante os anos de 1882 a 1887, ela estudou principalmente desenho, pintura de retratos e pintura de paisagem. Ela se formou com louvor e recebeu uma bolsa de estudos na forma de um estúdio no chamado "Edifício Atelier" (Ateljébyggnaden), propriedade da Academia de Belas Artes entre Hamngatan e Kungsträdgården no centro de Estocolmo. Este era o principal pólo cultural da capital sueca naquela época. O mesmo prédio também abrigava o Blanchs Café e a Galeria de Arte Blanchs, onde existia um conflito entre a visão de arte convencional da Academia de Belas Artes e o movimento de oposição da "Sociedade de Arte" (Konstnärsförbundet), inspirado pelos pintores franceses do En Plein Air. Hilma af Klint começou a trabalhar em Estocolmo, ganhando reconhecimento por suas paisagens e pinturas botânicas, por seus desenhos e retratos.
Foi empregada no Instituto Veterinário de Estocolmo como desenhista científica. Neste tempo, teve a oportunidade de fazer numerosos estudos e trabalhos gráficos sobre a Teoria da Evolução de Darwin. Podemos ver na sua obra a terminología desta teoria. Também os dividiu em séries, como se estivesse a fazer trabalhos de investigação científica.
Sua pintura convencional tornou-se uma fonte de receita financeira, mas a "obra de sua vida" permaneceu uma prática totalmente separada.

## Ideias espirituais e filosóficas

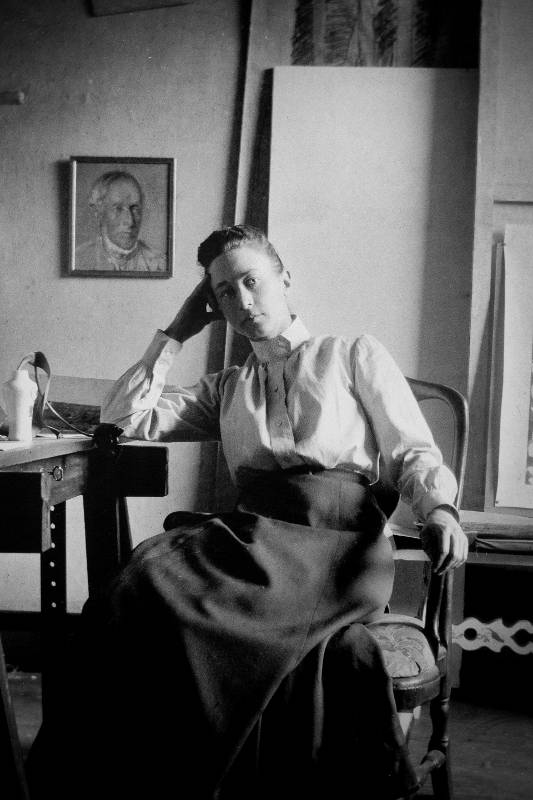
af Klint em seu estúdio, c. 1895

Em 1880 faleceu sua irmã mais nova, Hermina, e foi nessa época que a dimensão espiritual de sua vida começou a se desenvolver. Seu interesse pela abstração e pelo simbolismo veio do envolvimento de Hilma af Klint com o espiritismo, muito em voga no final do século XIX e início do século XX. Seus experimentos em investigação espiritual começaram em 1879. Ela se interessou pela Teosofia de Madame Blavatsky e pela filosofia de Christian Rosencreutz. Em 1908 ela conheceu Rudolf Steiner, o fundador da Sociedade Antroposófica, que estava visitando Estocolmo. Steiner a apresentou às suas próprias teorias sobre as artes e teria alguma influência em suas pinturas mais tarde na vida. Vários anos depois, em 1920, ela o reencontrou no Goetheanum em Dornach, na Suíça, sede da Sociedade Antroposófica. Entre 1921 e 1930 passou longos períodos no Goetheanum.
A obra de Af Klint pode ser entendida no contexto mais amplo da busca modernista por novas formas nos sistemas artístico, espiritual, político e científico do início do século XX. Houve um interesse semelhante por espiritualidade por outros artistas durante este mesmo período, incluindo Wassily Kandinsky, Piet Mondrian, Kasimir Malevitch e os Nabis franceses, entre os quais muitos, como af Klint, foram inspirados pelo Movimento Teosófico.
As obras de Hilma af Klint são principalmente espirituais e o seu trabalho artístico é uma consequência disso.
Ela sentia que o trabalho abstrato e o significado interno eram tão inovadores que o mundo não estava pronto para vê-lo, e desejou que o trabalho permanecesse invisível por 20 anos após sua morte.

## Obra

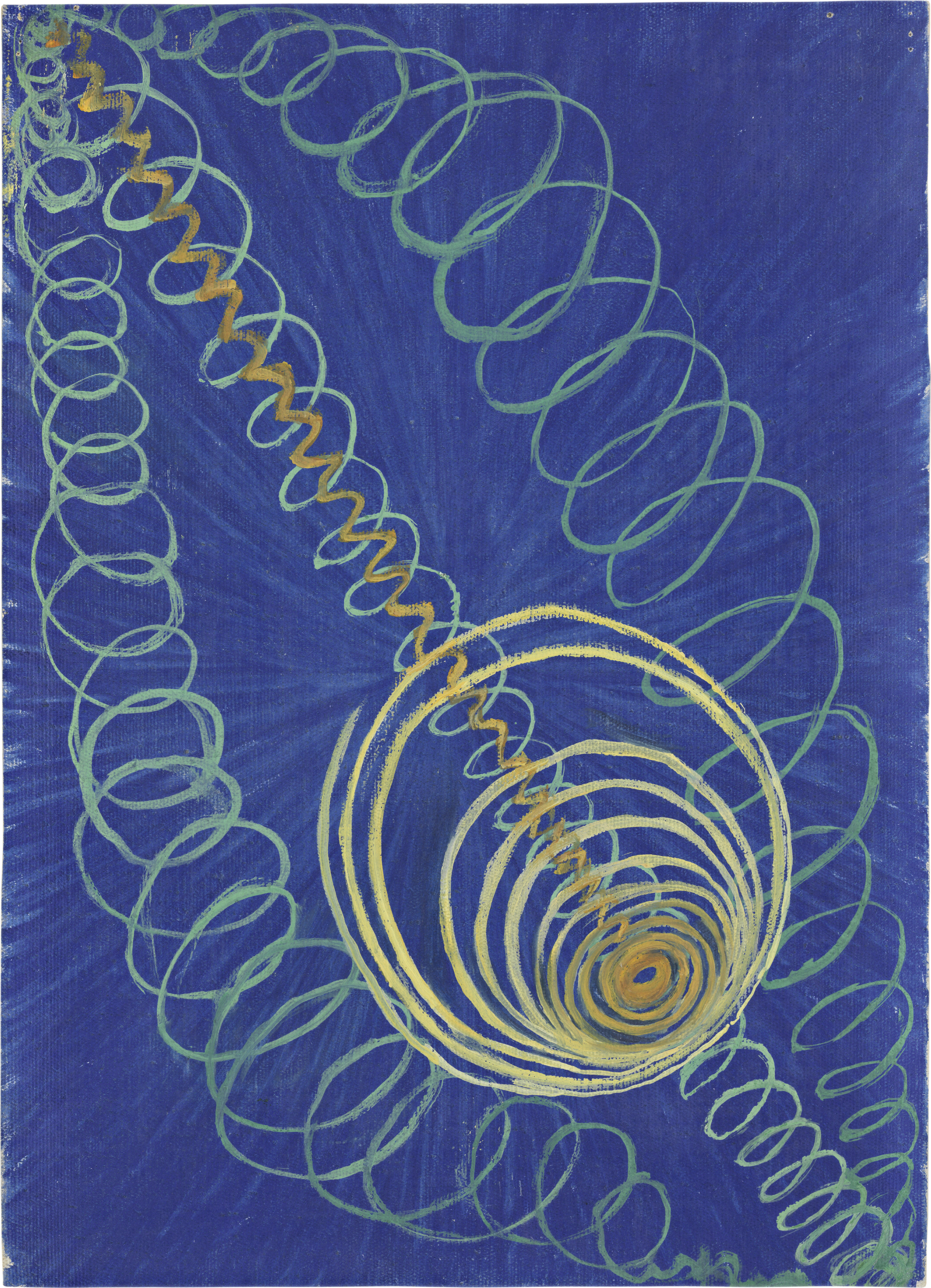
Caos Primordial, No. 16, 1906-07

Na Academia de Belas Artes, ela conheceu Anna Cassel, a primeira das quatro mulheres com quem trabalhou mais tarde em "As Cinco" (De Fem), um grupo de artistas que compartilharam suas ideias. Os outros membros eram Cornelia Cederberg, Sigrid Hedman e Mathilda Nilsson.."As Cinco" começaram sua associação como membros da Sociedade Edelweiss, que abraçava uma combinação dos ensinamentos Teosóficos de Helena Blavatsky e espiritualismo. Todas do As Cinco eram interessadas no paranormal e em sessões espíritas regularmente organizadas. Elas abriam cada reunião com uma oração, seguida por uma meditação, um sermão cristão e uma revisão e análise de um texto do Novo Testamento. Isso seria seguido por uma sessão espírita. Elas registraram em um livro um sistema completamente novo de pensamento místico, na forma de mensagens de espíritos superiores chamados de Os Altos Mestres ("Höga Mästare"). Um, Gregor, anunciou: "Todo o conhecimento que não é dos sentidos, não do intelecto, não do coração, mas é propriedade que pertence exclusivamente ao aspecto mais profundo do seu ser ... o conhecimento do seu espírito".
Através de seu trabalho com As Cinco, Hilma af Klint criou desenhos automáticos experimentais já em 1896, levando-a em direção a uma inventiva linguagem visual geométrica que seria capaz de conceituar forças invisíveis tanto do mundo interno quanto externo. Ela explorou as religiões mundiais, átomos e o mundo das plantas e escreveu extensivamente sobre suas descobertas. À medida que se familiarizava com essa forma de expressão, Hilma af Klint foi designada pelos Altos Mestres para criar as pinturas para o "Templo"—no entanto, ela nunca entendeu a que esse "Templo" se referia.

Hilma af Klint sentia que estava sendo dirigida por uma força que literalmente guiaria sua mão. Ela escreveu em seu caderno:
Os quadros eram pintadas diretamente através de mim, sem nenhum desenho preliminar, e com grande força. Eu não tinha ideia do que as pinturas deveriam representar; no entanto, trabalhava com rapidez e segurança, sem alterar uma única pincelada.
Em 1906, após 20 anos de trabalhos artísticos, e aos 44 anos, Hilma af Klint começou a sua primeira série de pinturas abstratas, uma de suas séries artísticas mais emblemáticas: Os quadros para o templo.

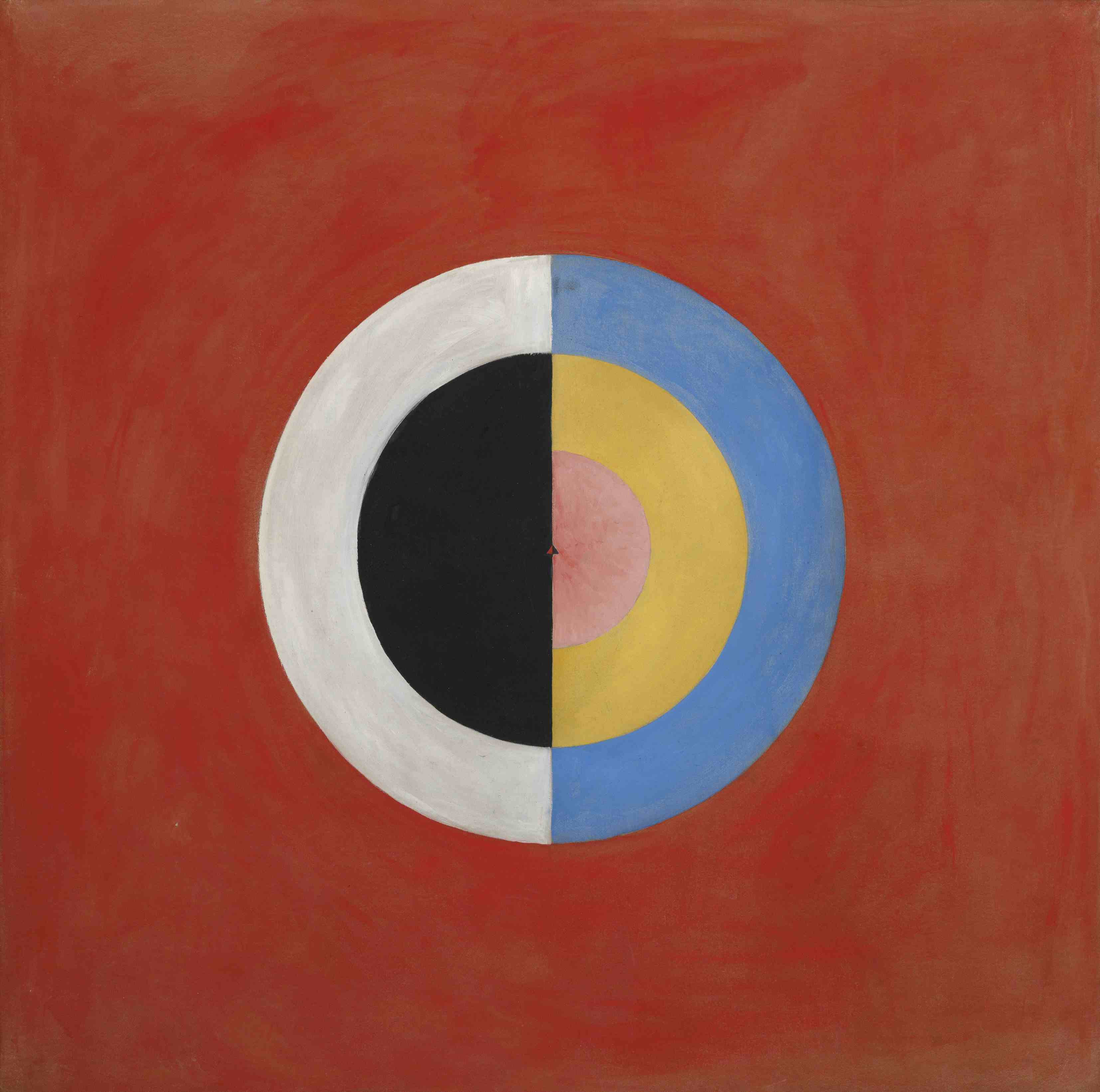
Svanen (O Cisne), Nº 17, Grupo 9, Série SUW, outubro de 1914—março de 1915, uma obra nunca exibida durante a vida de af Klint

As obras do Templo foram criadas entre 1906 e 1915, realizadas em duas fases com uma interrupção entre 1908 e 1912. Hilma suspendeu as suas investigações pictóricas temporalmente para cuidar de sua mãe e deixou o bairro do seu ateliê de pintura em Kungstraedgaarden. Retomou a sua pintura com Os quadros para o templo em 1912, finalizados em 1915. Um ano depois, pintou a série Parsifal e a série Átomo em 1917. Conforme Hilma af Klint descobria sua nova forma de expressão visual, ela desenvolveu uma nova linguagem artística. Sua pintura tornou-se mais autônoma e mais intencional. O espiritual continuaria a ser a principal fonte de criatividade pelo resto de sua vida.
A coleção do Templo é de 193 pinturas, agrupadas em várias subséries. As pinturas principais, datadas de 1907, são extremamente grandes: cada pintura mede aproximadamente 240 x 320 cm. Esta série, chamada As Dez Maiores, descreve as diferentes fases da vida, desde a primeira infância até a velhice.
Independentemente de seu propósito diagramático, as pinturas têm um frescor e uma estética moderna de linhas provisórias e imagem capturada às pressas: um círculo segmentado, uma hélice cortada ao meio e dividida em um espectro de cores pintadas de leve. O mundo artístico de Hilma af Klint está impregnado de símbolos, letras e palavras. As pinturas frequentemente retratam dualidades simétricas, ou reciprocidades: para cima e para baixo, para dentro e para fora, terrestre e esotérico, masculino e feminino, bem e mal. A escolha da cor em toda é metafórica: azul representa o espírito feminino, amarelo para o masculino e rosa/vermelho para o amor físico/espiritual. O Cisne e A Pomba, nomes de duas séries das Pinturas para o Templo, também são simbólicos, representando respectivamente a transcendência e o amor. Compreendidas como portas para outras dimensões, suas pinturas apelam à interpretação a nível narrativo, esotérico e artístico, evocando a geometria primordial e os motivos humanísticos.
Quando Hilma af Klint concluiu as obras do Templo, a orientação espiritual terminou. No entanto, ela continuou a perseguir a pintura abstrata, agora independente de qualquer influência externa. As pinturas do Templo eram em sua maioria pinturas a óleo, mas agora ela também usava aquarelas. Suas pinturas posteriores são significativamente menores em tamanho. Ela pintou, entre outras, uma série que descreve os pontos de vista de diferentes religiões em vários estágios da história, bem como representações da dualidade entre o ser físico e sua equivalência em um nível esotérico. À medida que Hilma af Klint prosseguia suas pesquisas artísticas e esotéricas, é possível perceber uma certa inspiração nas teorias artísticas desenvolvidas pela Sociedade Antroposófica a partir de 1920.
Hilma af Klint suspendeu as suas investigações pictóricas temporalmente para cuidar de sua mãe e deixou o bairro do seu ateliê de pintura em Kungstraedgaarden. Retomou a sua pintura com Os quadros para o templo em 1912, finalizados em 1915. Um ano depois, pintou a série Parsifal e a série Átomo em 1917.
Ao longo de sua vida, Hilma af Klint buscaria entender os mistérios com os quais havia entrado em contato por meio de seu trabalho. Ela produziu mais de 150 cadernos com seus pensamentos e estudos.
Em 1908, af Klint conheceu Rudolf Steiner pela primeira vez. Em uma das poucas cartas restantes, ela estava pedindo a Steiner para visitá-la em Estocolmo e ver a parte final da série Pinturas para o Templo, 111 pinturas no total. Steiner viu as pinturas, mas não se impressionou com a maioria, afirmando que sua maneira de trabalhar era inadequada para um teosofista. Segundo H. P. Blavatsky, a mediunidade era uma prática falha, levando seus adeptos ao caminho errado do ocultismo e da magia negra. No entanto, durante o encontro, Steiner afirmou que os contemporâneos de af Klint não seriam capazes de aceitar e compreender suas pinturas, e que levaria mais 50 anos para decifrá-las. De todas as pinturas que lhe foram mostradas, Steiner deu atenção especial apenas ao Grupo do Caos Primordial, destacando-as como "as melhores simbolicamente". Depois de conhecer Steiner, af Klint ficou arrasado com sua resposta e, aparentemente, parou de pintar por 4 anos. Curiosamente, Steiner mantinha fotos de algumas das obras de arte de af Klint, algumas delas até coloridas à mão. Mais tarde, no mesmo ano, ele conheceu Wassily Kandinsky, que ainda não havia chegado à pintura abstrata. Alguns historiadores da arte presumem que Kandinsky poderia ter visto as fotos e talvez tenha sido influenciado por elas ao desenvolver seu próprio caminho abstrato. Mais tarde em sua vida, ela tomou a decisão de destruir toda a sua correspondência. Ela deixou uma coleção de mais de 1200 pinturas e 125 diários para seu sobrinho, Erik af Klint. Entre suas últimas pinturas feitas na década de 1930, há duas aquarelas prevendo os acontecimentos da Segunda Guerra Mundial, intituladas A Blitz e A Luta no Mediterrâneo.

## Últimos anos
Em 1920, a sua mãe faleceu. Nesta época, viajou para a Suíça e encontrou-se novamente com Rudolf Steiner, unindo-se ali à Sociedade Teosófica.
Apesar da crença popular de que Hilma af Klint escolheu nunca exibir suas obras abstratas durante sua vida, nos últimos anos historiadores da arte como Julia Voss descobriram evidências suficientes de af Klint fazendo um esforço real para mostrar sua arte ao público. Por volta de 1920, em Dornach, Suíça, af Klint conheceu o euritmista holandês Peggy Kloppers-Moltzer, que também era membro de A Sociedade Antroposófica. Mais tarde, a artista viajou para Amsterdã, onde ela e Kloppers discutiram a possível exposição com os editores da revista de arte e arquitetura Wendingen. Embora as negociações de Amsterdã não tenham trazido nenhum resultado, pelo menos uma exposição das obras abstratas de Hilma af Klint aconteceu em Londres vários anos depois. Em julho de 1928 em Londres, a Conferência Mundial sobre Ciência Espiritual aconteceu, com Kloppers sendo um dos membros do comitê organizador. Originalmente, Hilma af Klint foi excluída do círculo de participantes, mas após a insistência de Kloppers, a questão foi resolvida. Em julho de 1928, Hilma af Klint faz uma viagem de barco de Estocolmo a Londres, junto com algumas de suas pinturas em grande escala. Em seu cartão postal para Anna Cassel (descoberto apenas em 2018), af Klint escreve que ela não estava sozinha durante esta viagem de 4 dias. Apesar de af Klint não ter declarado o nome, Julia Voss sugere que provavelmente sua companheira era Thomasine Andersson, uma velha amiga da época de De Fem. Voss afirmou ainda que apesar de a lista de pinturas apresentadas ser desconhecida, pode-se sugerir que se tratam de alguns excertos da série Pinturas para o Templo.
Hilma af Klint morreu em Djursholm, Suécia em 1944, com quase 82 anos, após um acidente de trânsito, tendo exibido seus trabalhos poucas vezes, principalmente em conferências e encontros espirituais. Ela está enterrada em Galärvarvskyrkogården em Estocolmo.

## Estilo de assinatura
O período posterior da arte abstrata de Hilma Af Klint (1906-1920) mergulhou no simbolismo com uma combinação de geometria, figuração, pesquisa científica e práticas religiosas. Seus estudos de crescimento orgânico, incluindo conchas e flores, ajudaram-na a retratar a vida através de lentes espirituais.
Seu estilo individual ou de assinatura também foi marcado com impressões das descobertas científicas do final do século XIX e início do século XX, como também influenciado por movimentos espirituais contemporâneos, como a teosofia e a antrosofia. A ideia de transcender o mundo físico e as restrições da arte representacional é visível em suas pinturas abstratas.
Sua linguagem visual simbólica tem uma progressão ordenada que reflete sua compreensão de grades, círculos, espirais e formas parecidas com pétalas—às vezes diagramáticas, às vezes biomórficas. Suas pinturas também exploraram a dicotomia do mundo.
As formas espirais aparecem com frequência em sua arte, como nos desenhos automáticos por De Fem. Embora todas as formas geométricas, neste caso, a espiral, sugiram crescimento, progresso e evolução, as escolhas de cores também são de natureza metafórica.
Como uma das Artistas Proto-Feministas, seu estilo representa o sublime da arte.

## Legado
Em seu testamento, Hilma af Klint deixou todas as suas pinturas abstratas para o sobrinho, o vice-almirante Erik af Klint da Marinha Real Sueca. Ela especificou que seu trabalho deveria ser mantido em segredo por pelo menos 20 anos após sua morte. Quando as caixas foram abertas no final da década de 1960, muito poucas pessoas tinham conhecimento do que seria revelado.
Em 1970, suas pinturas foram oferecidas como um presente ao Moderna Museet i Stockholm, mas a doação foi recusada. Erik af Klint então doou milhares de desenhos e pinturas para uma fundação que leva o nome do artista na década de 1970. Graças ao historiador da arte Åke Fant, sua arte foi apresentada a um público internacional na década de 1980, quando ele a apresentou em uma conferência Nordik em Helsinque em 1984.
A coleção de pinturas abstratas de Hilma af Klint inclui mais de 1200 peças. É propriedade e administrada pela Fundação Hilma af Klint em Estocolmo, Suécia. Em 2017, o escritório de arquitetura norueguês Snøhetta apresentou planos para um centro de exposições dedicado a af Klint em Järna, ao sul de Estocolmo, com custos de construção estimados de € 6 a 7,5 milhões. Em fevereiro de 2018, a Fundação assinou um acordo de cooperação de longo prazo com o Moderna Museet, confirmando assim a perenidade da Sala Hilma af Klint, ou seja, um espaço dedicado no museu onde uma dezena de obras da artista são exibidas em um painel contínuo base.

## Galeria

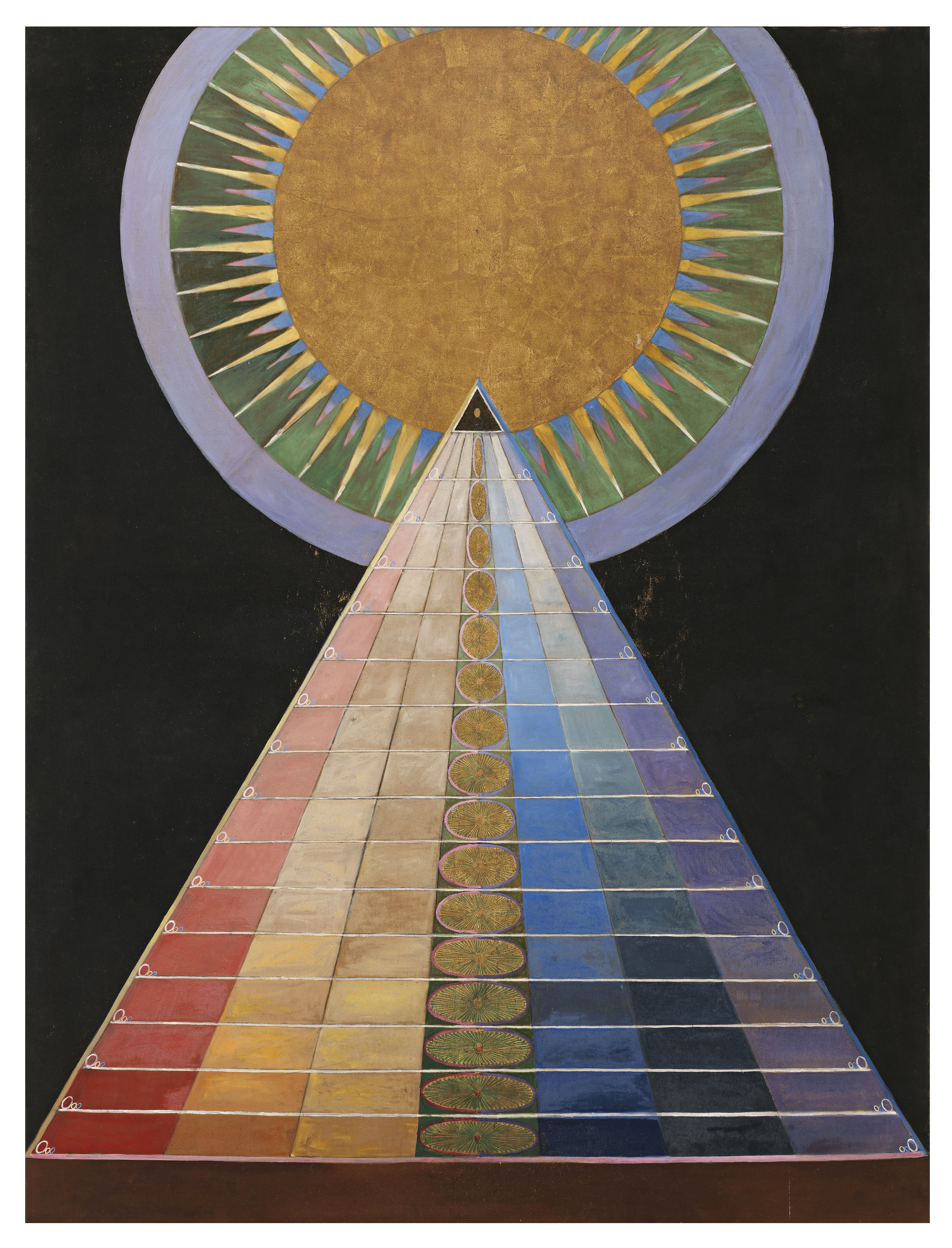
Grupo X, No. 1, Retábulo, 1915
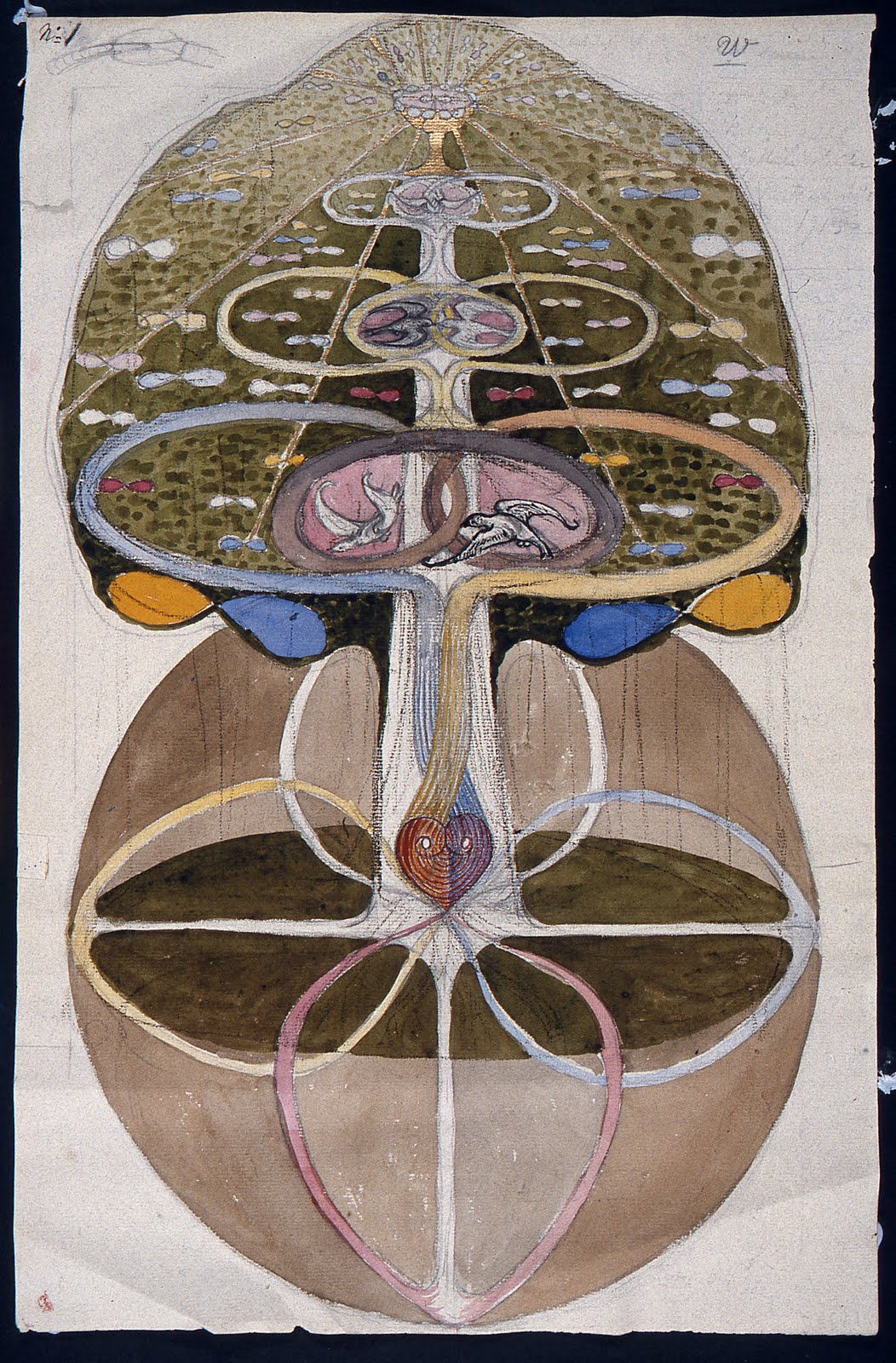
Obra sem data e sem título
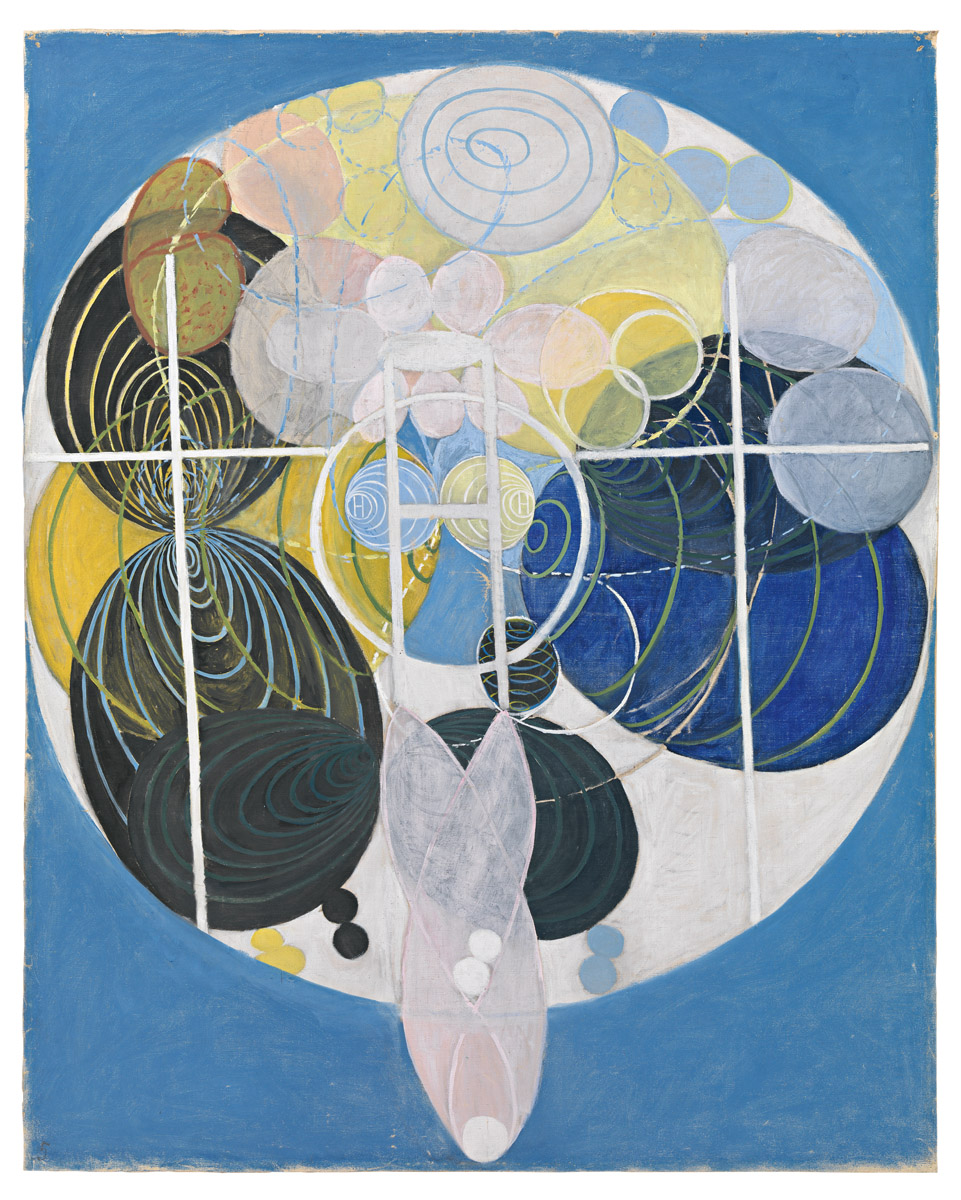
1907
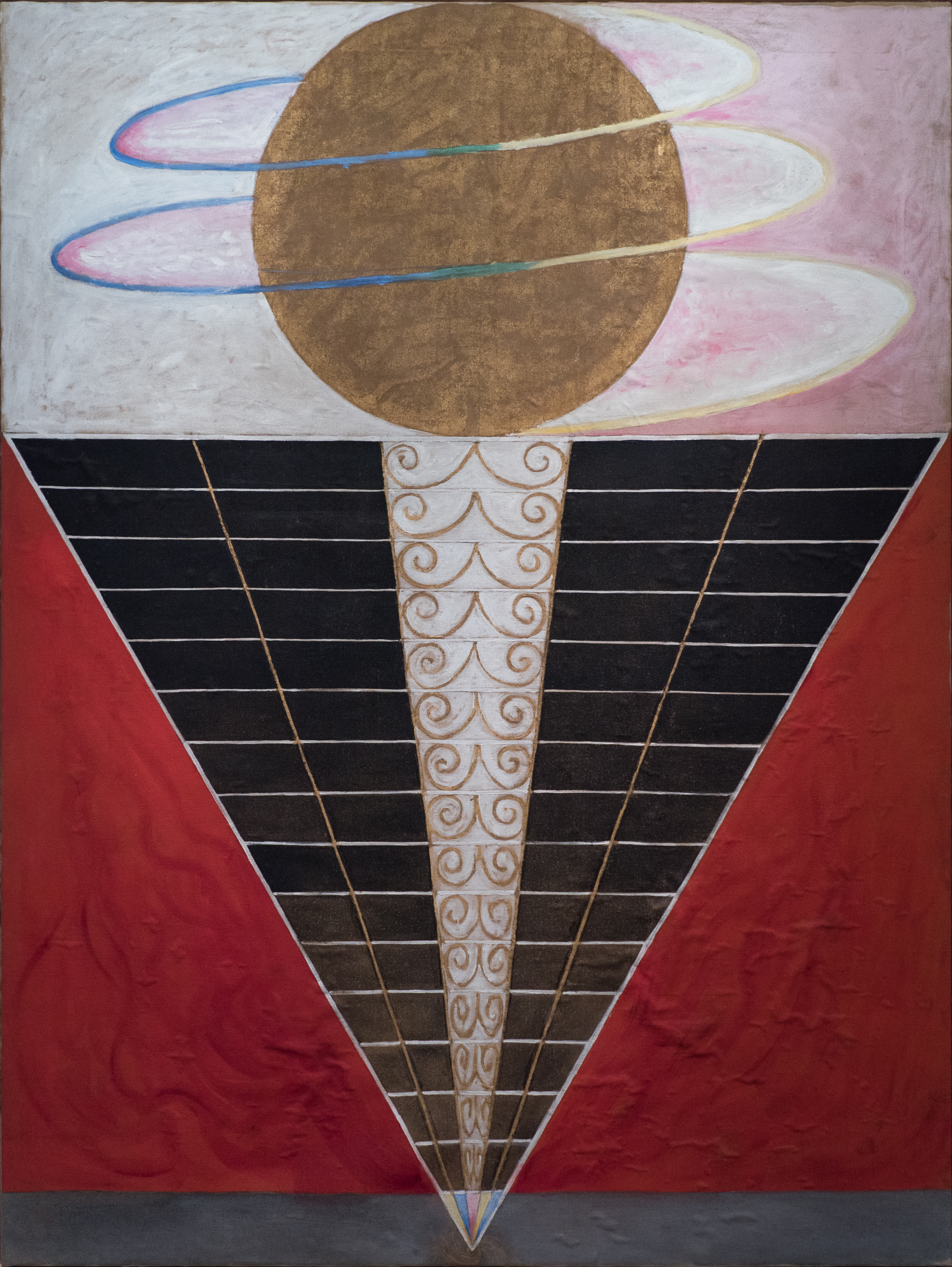
Grupo X, No. 2, Retábulo, 1915
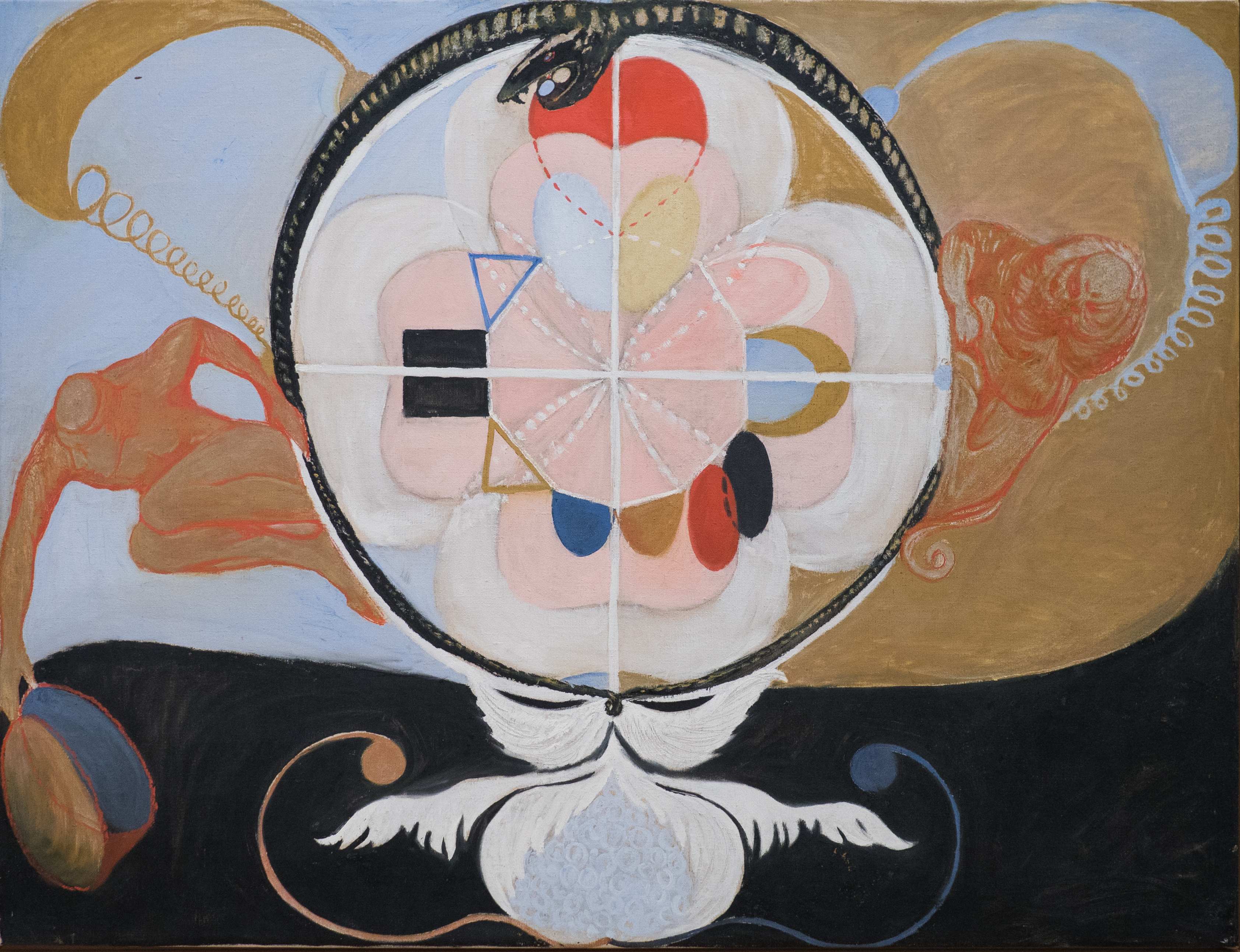
Evolução, nº 13, Grupo VI, 1908
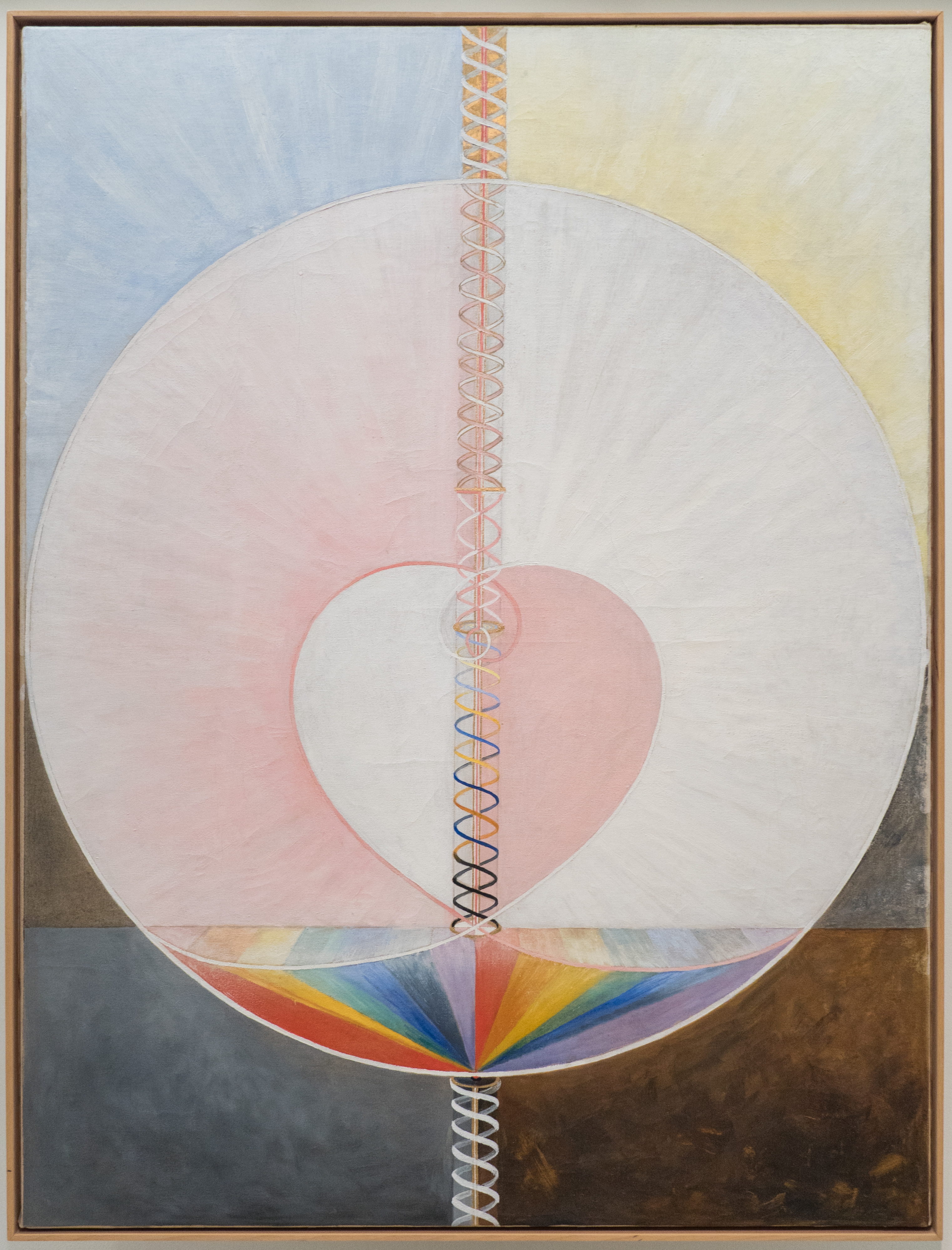
Grupo IX / UW, nº 25, The Dove, nº 1, 1915
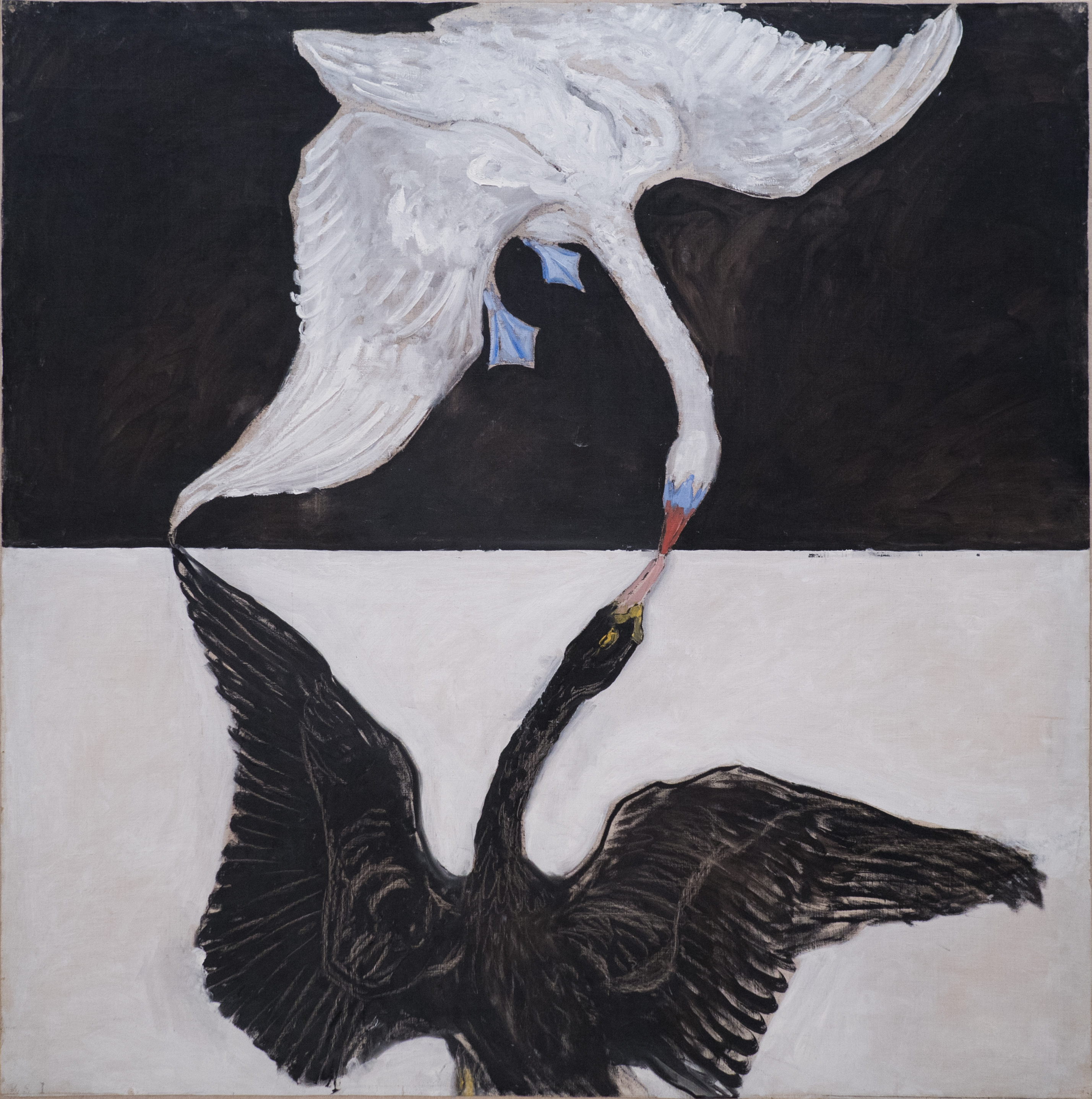
Grupo IX / SUW, The Swan, No. 1, 1915
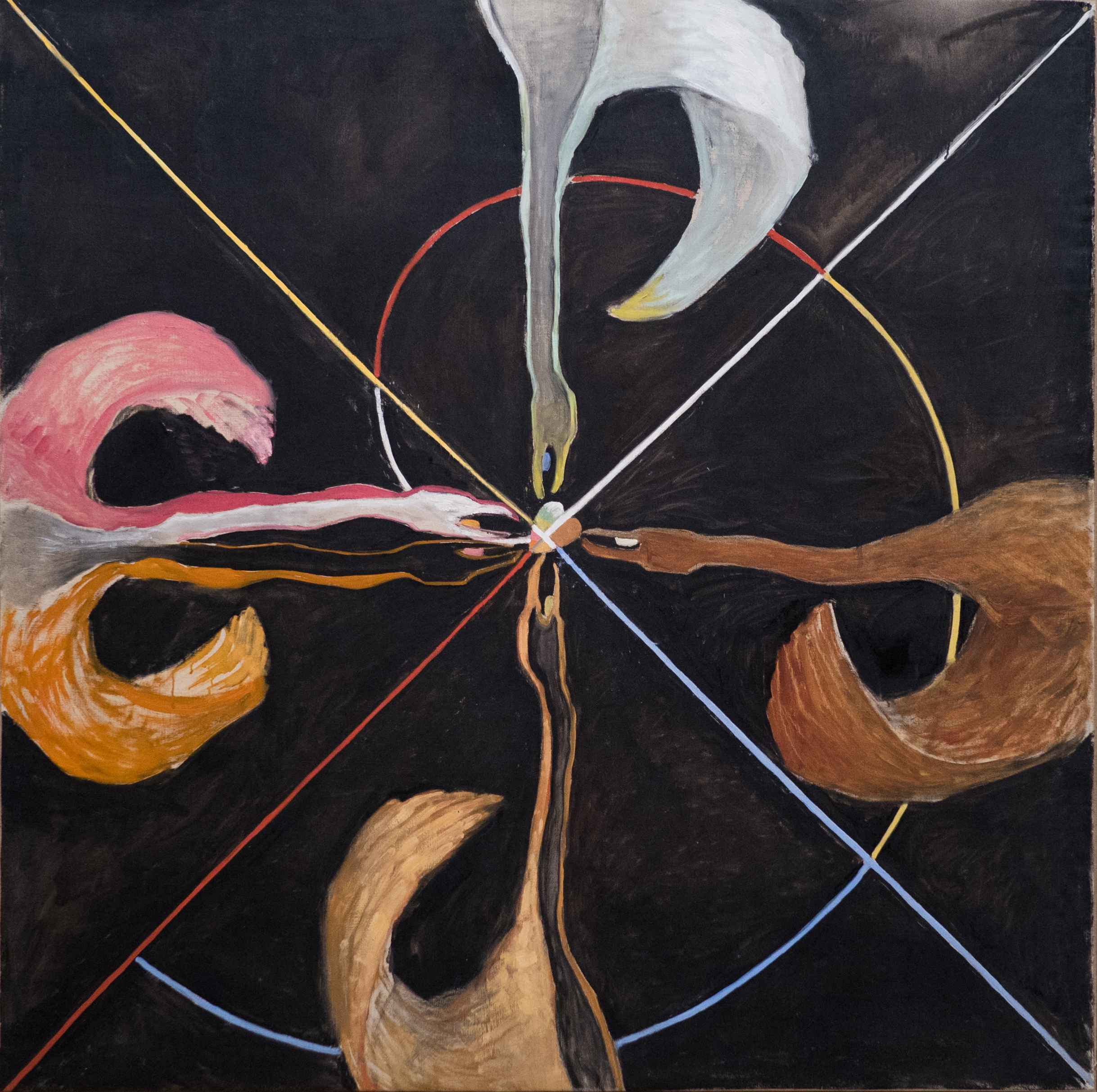
Grupo IX / SUW, The Swan, No. 7, 1915
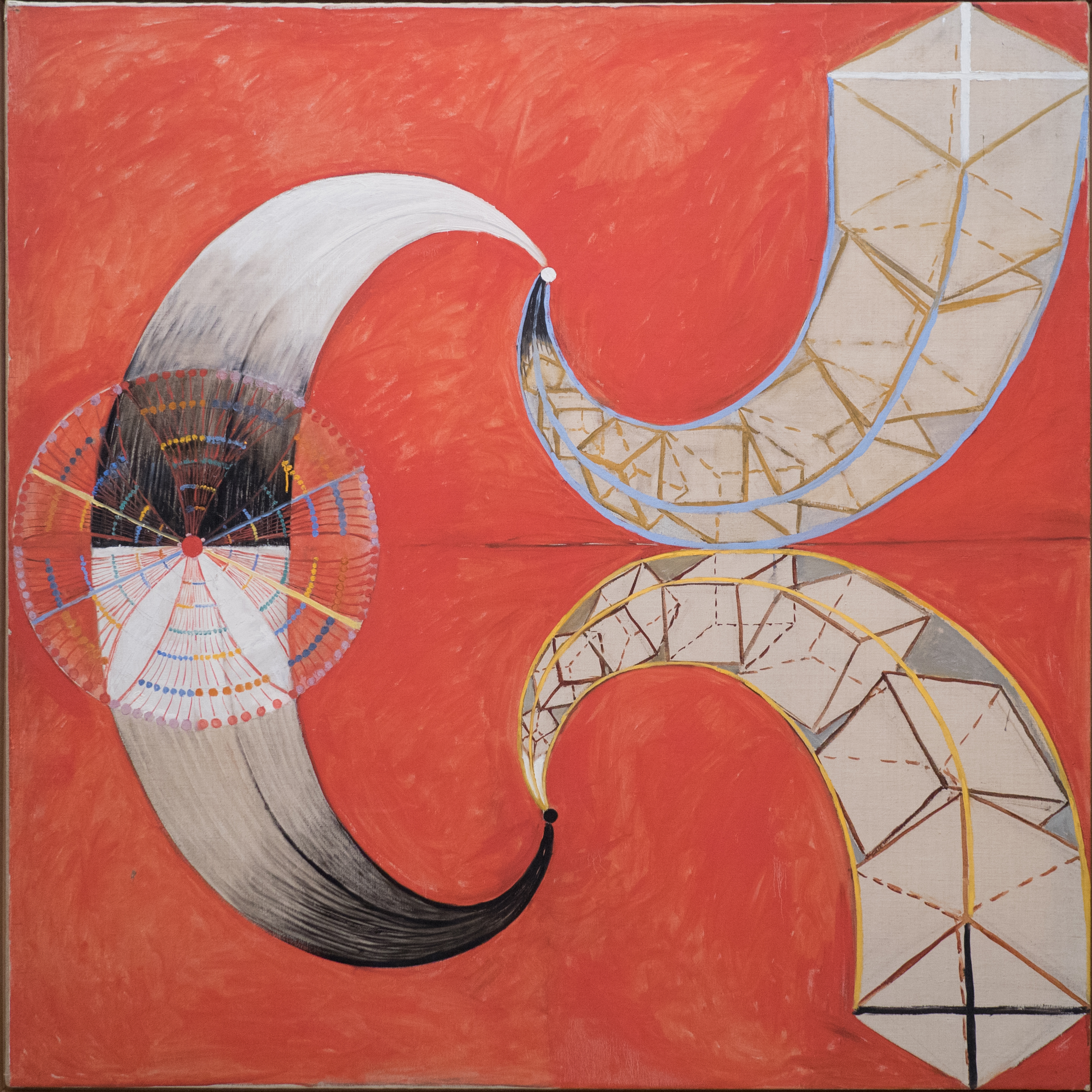
Grupo IX / SUW, The Swan, No. 9, 1915
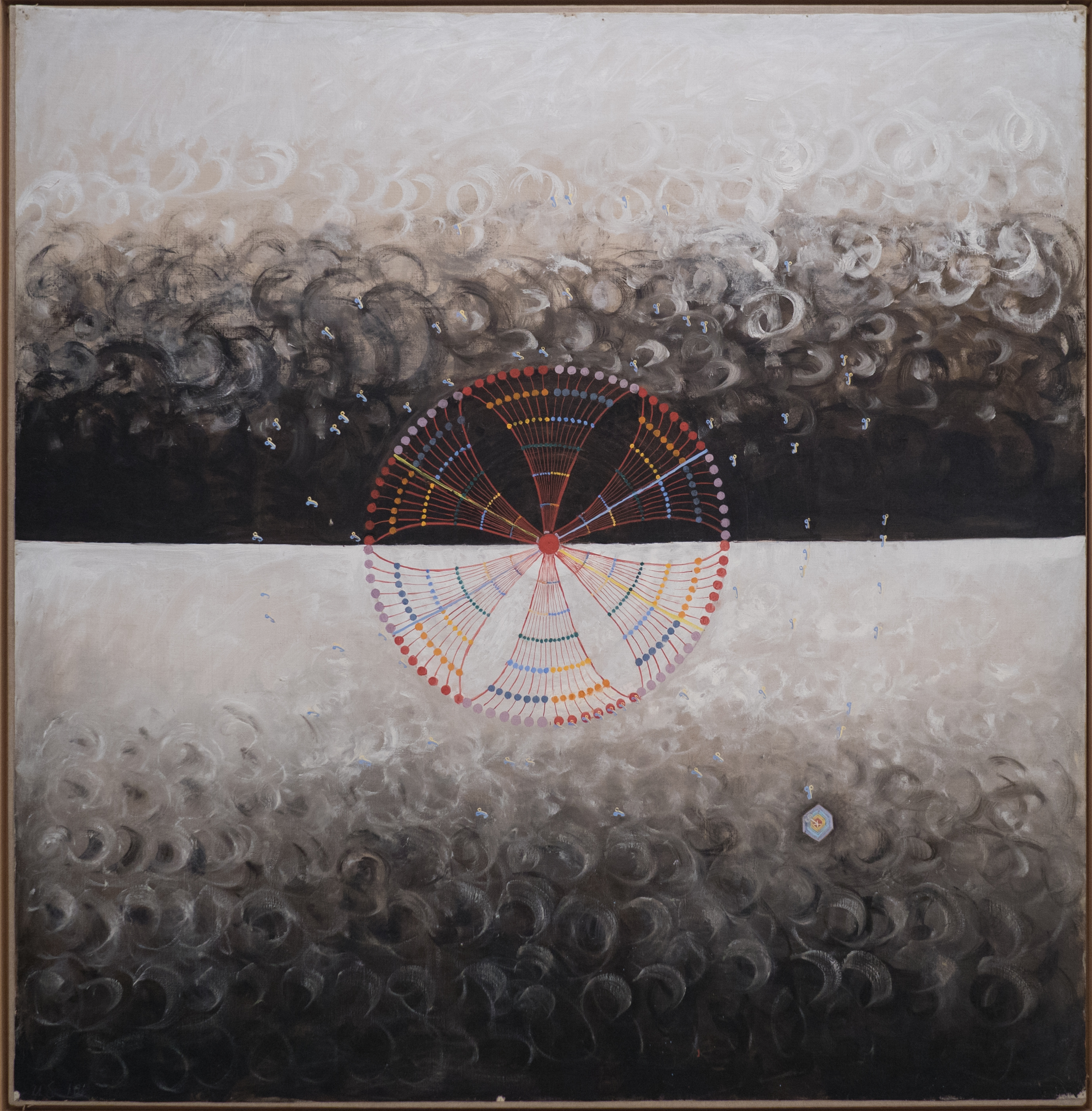
The Swan, No. 10, Grupo IX / SUW, 1915
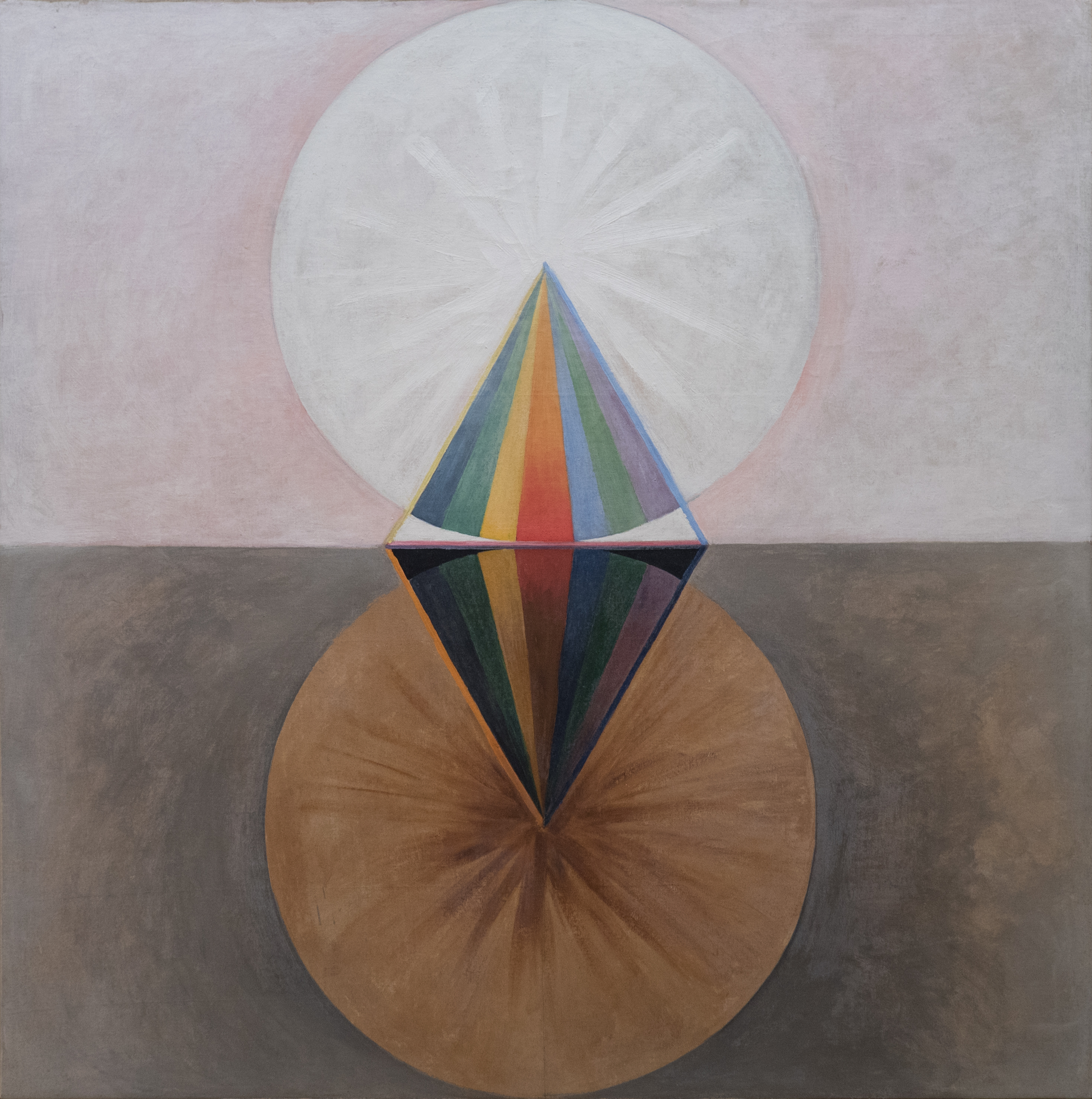
The Swan, No. 12, Grupo IX / SUW, 1915
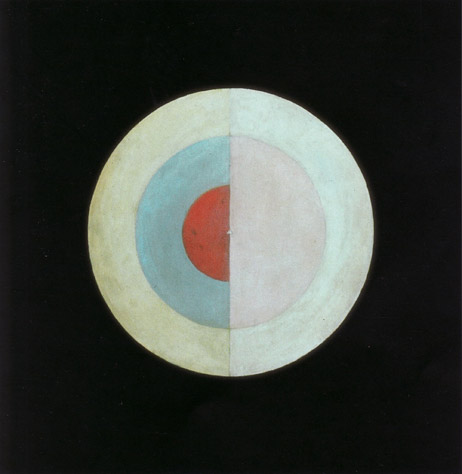
The Swan, No. 16, Grupo IX / SUW, 1915
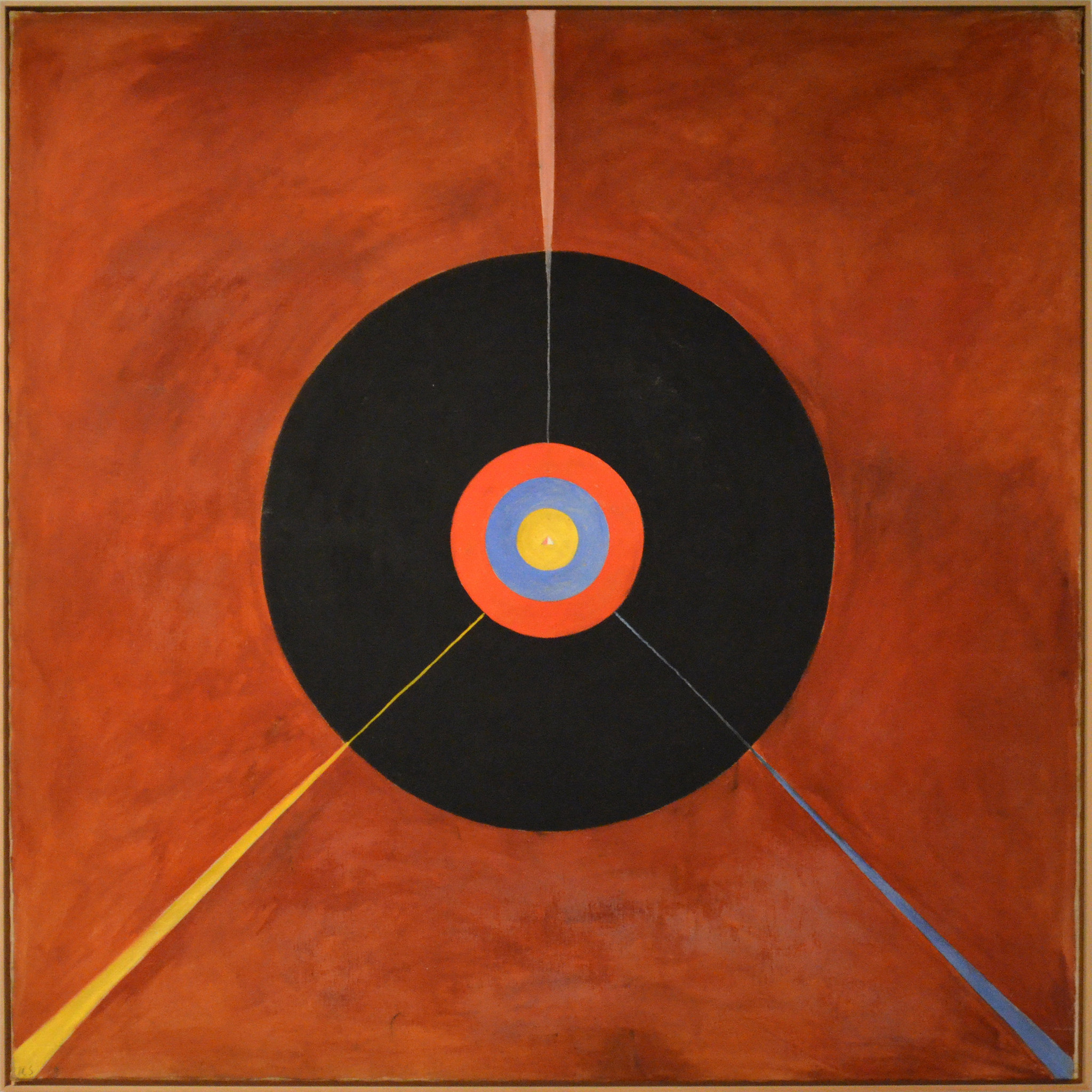
The Swan, No. 18, Grupo IX / SUW, 1915
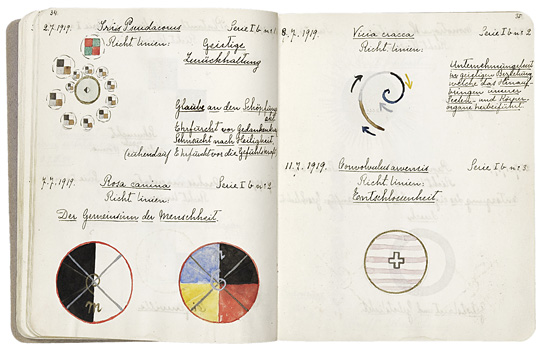
Caderno, 2 a 11 de julho de 1919
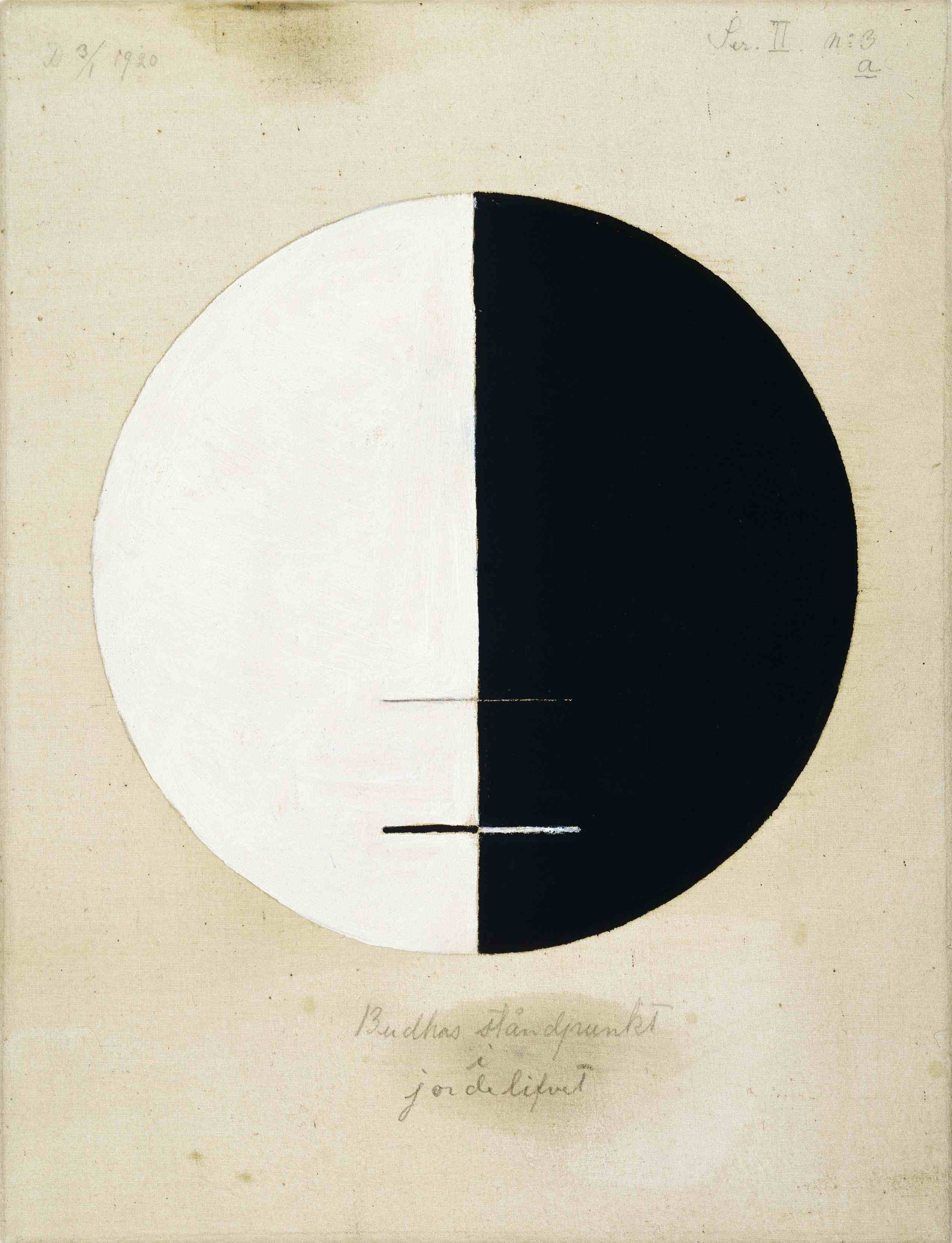
Ponto de vista de Buda na vida terrena, nº 3a, série XI, 1920
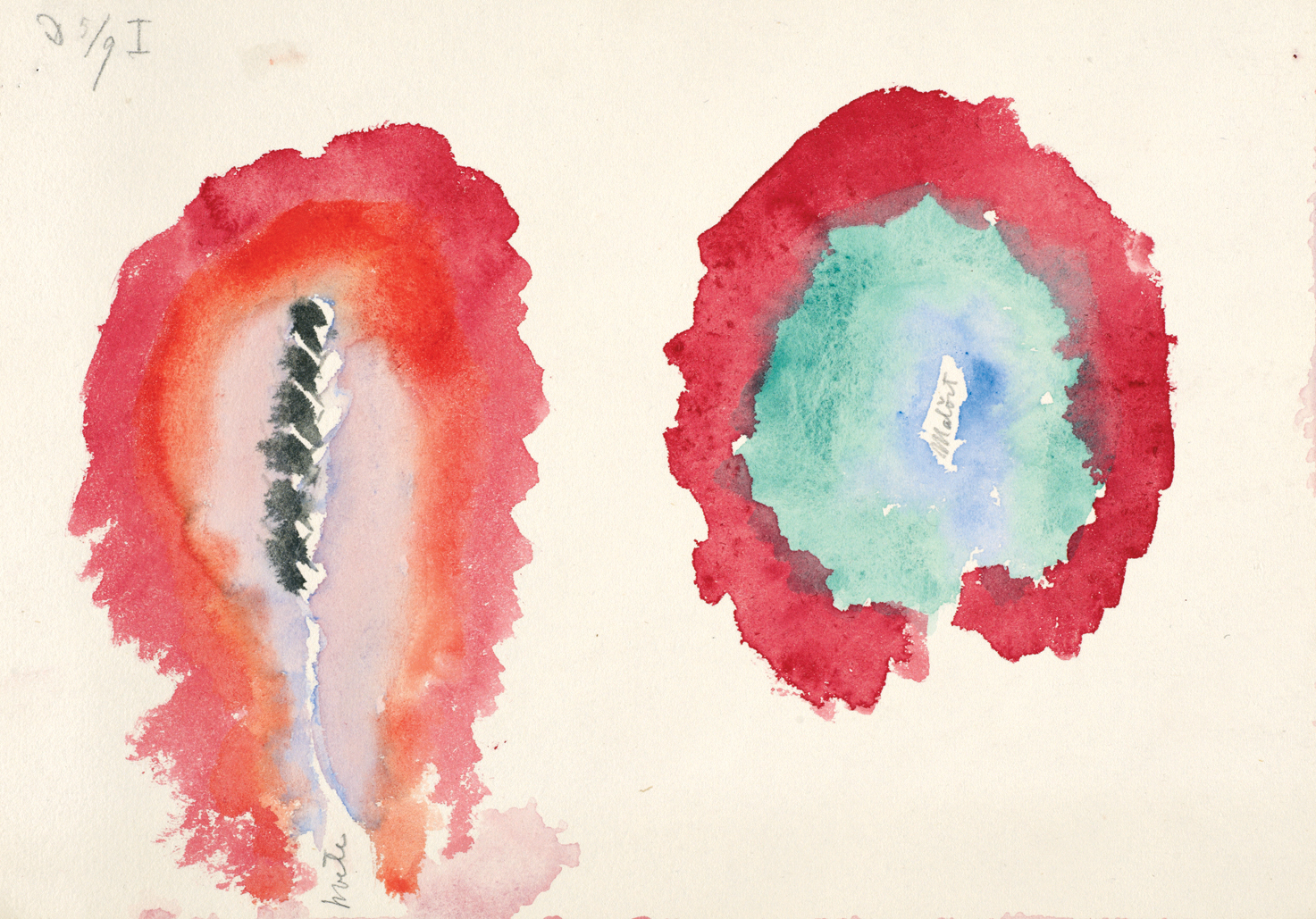
Vete och malört (Trigo e absinto), 1922
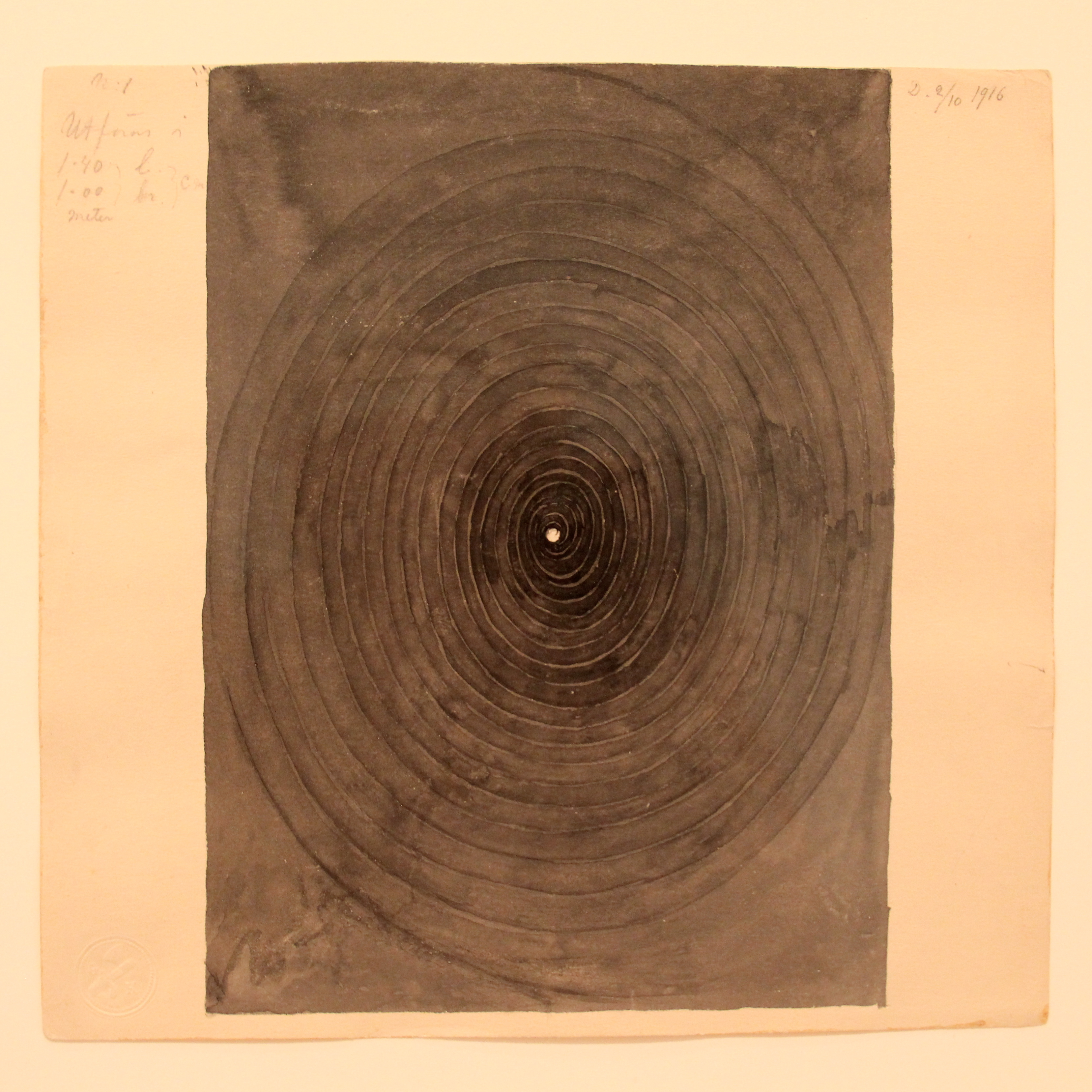
No. 1 da série Parsifal, 1916